# Andrew Murphy
 Andrew Raymond James Murphy  (Melbourne, 10 december 1969) is een Australische voormalige atleet, die gespecialiseerd was in het hink-stap-springen. Driemaal nam hij deel aan de Olympische Spelen, maar bleef medailleloos. Hij werd elfmaal Australisch kampioen hink-stap-springen.

## Biografie
In 1996 nam Murphy een eerste keer deel aan de Olympische Spelen in Atlanta. Met een sprong van 16,00 m geraakte hij niet door de kwalificatieronde. Eén jaar later eindigde hij met een sprong van 16,96 vijfde op het wereldindoorkampioenschappen in Parijs. In 1999 deed hij nog net iets beter: in Sevilla eindigde hij vierde op de wereldkampioenschappen met een sprong van 17,32.
Op de Olympische Spelen van 2000 in Sydney eindigde Murphy op een tiende plaatse in de finale van het hink-stap-springen. In 2001 behaalde Murphy zijn enige medaille op een internationaal toernooi: Op de WK Indoor sprong hij met 17,20 een Oceanisch record en behaalde hij de bronzen medaille. In 2004 nam hij een derde keer deel aan de Olympische Spelen: met een sprong van 16,82 geraakte hij niet door de kwalificatieronde.
Murphy is getrouwd met Elizabeth Lindwall en heeft samen met haar vier kinderen.

## Titels
- Australisch kampioen hink-stap-springen - 1990, 1994, 1995, 1996, 1997, 1999, 2001, 2002, 2003, 2004, 2006

## Persoonlijke records
Outdoor
| Onderdeel          | Prestatie | Datum            | Plaats   |
| ------------------ | --------- | ---------------- | -------- |
| 100 m              | 10,46 s   | 4 februari 1995  | Brisbane |
| hink-stap-springen | 17,32 m   | 25 augustus 1999 | Sevilla  |

Indoor
| Onderdeel          | Prestatie    | Datum        | Plaats   |
| ------------------ | ------------ | ------------ | -------- |
| hink-stap-springen | 17,20 m (AR) | 9 maart 2001 | Lissabon |